# آریل تورس
آریل تورس (انگلیسی: Ariel Torres; ۶ نوامبر ۱۹۹۷) کاراته‌کا اهل ایالات متحده آمریکا است. وی از سال ۲۰۰۶ میلادی تاکنون مشغول فعالیت بوده‌است.
وی در مسابقات بین‌المللی در مجموع برندهٔ ۲ مدال طلا، یک مدال نقره و ۳ مدال برنز شده‌است.